# 奎洋镇
奎洋镇，是中华人民共和国福建省漳州市南靖县下辖的一个乡镇级行政单位。

## 行政区划
奎洋镇下辖以下地区：
永美社区、永溪村、松峰村、霞峰村、光祠村、后坪村、店美村、东楼村、罗坑村、上洋村、岭头村、奎洋村和仙岭村。

## 交通
319国道过境。

## 资源
境内有南一水库电站。

## 名胜古迹
有观音山，圣龙宫，亨阳墓等。

## 名人
- 庄西言(1885~1965年)，又名西园，号西元。福建南靖县奎洋镇霞峰村人。